# 柬埔寨—塞尔维亚关系
柬埔寨－塞爾維亞关系（塞爾維亞語：Односи Србије и Камбоџе）是指塞爾維亞和柬埔寨之間的雙邊關係。两国于1956年建交。

## 概况
1956年，柬埔寨首相西哈努克在南斯拉夫社会主义联邦共和国的克羅埃西亞社會主義共和國布里俄尼岛会见了南斯拉夫领导人铁托，此后两国建交。柬埔寨是1961年在貝爾格萊德舉行的不結盟運動國家元首或政府首腦首次會議的与会国之一，当年，柬埔寨在贝尔格莱德开设大使馆。南斯拉夫于此后援助參與了1969年竣工的柬埔寨戈公省基里隆1号水电站大壩的建設。直到1976年，西哈努克曾经五次訪問南斯拉夫，而鐵托總統亦曾兩次对柬埔寨进行国事访问，两国高层保留着良好的政治互动。
1970年柬埔寨政變後，南斯拉夫不承认新建立的朗诺政权，與總部設在中国北京的柬埔寨王国民族团结政府保持關係。與此同時，南斯拉夫在金邊開設了大使館，但通過国民族团结政府控制的柬埔寨駐南斯拉夫大使館進行所有官方通訊。
在紅色高棉奪取政權建立民主柬埔寨後，南斯拉夫是世界上僅有的幾個與该政權保持联系的國家之一，但铁托反对波尔布特在柬埔寨的政策，也不认同红色高棉的意识形态。1978年初，数名南斯拉夫記者最先獲准在該國訪問兩週。在柬越戰爭期間，南斯拉夫政府并未支持越南的入侵。
南斯拉夫解體後，南斯拉夫聯邦共和國繼承了原南斯拉夫社會主義聯邦共和國與柬埔寨的關係，现由塞尔维亚继承与柬埔寨的双边关系。进入21世紀後，柬埔寨與塞爾維亞關係積極進展。2008年2月，科索沃宣布脫離塞爾維亞獨立後，柬埔寨外交與國際合作部歐洲司司長Kao Samreth強調，柬埔寨“不希望鼓勵任何國家分裂，因此不支持科索沃獨立。”他亦將南奧塞梯的獨立主張與科索沃的獨立主張相提並論，並表示柬埔寨“不會通過支持獨立主張來加剧國家內部的緊張局勢”。柬埔寨迄今不承认科索沃的独立。
目前，柬埔寨在塞尔维亚设有大使馆，而塞尔维亚尚未在柬埔寨开设大使馆，对柬埔寨的相关事务暂由驻印尼大使馆兼辖。近年来，塞尔维亚政府也有计划在金边建立外交代表处。

## 经贸关系
2020年，柬、塞双边貿易額达1270萬美元，其中塞尔维亚向柬埔寨出口19萬美元，从柬埔寨進口1251萬美元。